# Bolacalıkoyuncu
Bolacalıkoyuncu là một xã thuộc huyện Silifke, tỉnh Mersin, Thổ Nhĩ Kỳ. Dân số thời điểm năm 2011 là 849 người.